# Центрация
Центрация е тендеция към фокусиране в един аспект на ситуация и пренебрегване на останалите. Терминът е представен от швейцарския психолог Жан Пиаже (1896 – 1980), за да свърже тенденцията на малките деца да фокусират вниманието си към един явен аспект на обекта, ситуацията или проблема и да изключи другите потенциално уместни аспекти. Класически пример е даден в експеримент за първи път описан от Пиаже през 1941 г. в „Детската концепция за числото“, в която детето гледа, докато няколко обекта са поставени в редица и след това са преместени близо един до друг. Детето се запитва дали сега обектите са повече, по-малко или са същия брой. Повечето деца в предоперационния стадий на развитие се фокусират върху относителната дължина на реда без да вземат предвид плътността или факта, че нищо не е взето или прибавено и заключават че има по-малко обекти от преди. Процесът на когнитивно развитие чрез който детето се развива от центрация към по-обективен начин на възприемане на света се нарича децентрация или децентриране.